# 砲戦車
砲戦車（ほうせんしゃ）は、大日本帝国陸軍独自の軍用車両の分類である。中戦車と比べて大型の火砲を搭載し、密閉式の戦闘室を備えた火力支援車輌。また、中戦車と同じ設計の車体を使用しているのも特徴の一つであったが、可能な限り旋回砲塔を備えるか、水平射界を広くとれることも求められていた 。
当初は山砲級火砲を搭載した中戦車を指していた。しかし、砲戦車開発の黎明期において、山砲級火砲よりも強力な野砲を搭載した自走砲を改造し、砲戦車の代用として使う構想が一時期ながら存在していたこと、1943年以降の急激な時代の変化に対応するため、苦肉の策として砲塔形式を諦めて、密閉式の戦闘室を備える駆逐戦車へと変化していったなどの要因から、砲戦車は自走砲と同一の兵器であるかのような誤解が広まった。。

## 概要
戦車部隊の一翼として他の中戦車に随伴し、当時日本陸軍の一般的な戦車に搭載されていた37～57ミリ程度の備砲では迅速な破壊が困難なトーチカや装甲車両に対し大威力の75ミリ以上(上限は105ミリ)の火砲をもって制圧、あるいは撲滅することを目的としている。
また通常の榴弾に加え、発煙弾などを用い制圧射撃を行うことで味方戦車の機動戦闘を支援するといった役割も求められており、その意味では第二次世界大戦期のドイツ陸軍における初期のIV号戦車や、イギリス軍のCS(closed support近接支援)型に近い性格となっている。
車体は支援する戦車隊との整備や機動力の兼ね合いから既存の中戦車と同じものを用い、外観なども著しく 大きくなってはならないとされた。その上で1ランク上の火砲を装備することは困難であるが、十分な射界を 維持できるのであれば「やむを得ず」旋回砲塔形式を採用せず、後方や上面は簡易なものであっても可とされており、 決して固定戦闘室を指して戦車と砲戦車を分類するものではない。
ただし、オープントップの戦闘室は不可能とされている。例えば一式七糎半自走砲ホニは開発当初に、自走砲ではなく砲戦車として採用するという構想が提案された際、砲戦車化に向けての改良案として後方や上面に装甲板を追加して密閉式の戦闘室にすることになっていた。
その他、突撃砲や対戦車自走砲、戦車駆逐車などの兵器と混同されがちであるが、これらは戦車部隊管轄の砲戦車と異なり砲兵部隊など所属部署が異なっており、違う設計思想をもった別の兵器である。(日本陸軍においても、突撃砲は直協戦車とも呼ばれていたが、駆逐戦車とともに砲戦車と分けられていた。)

参考：日本陸軍の戦車体系はおおまかに『支援戦車』『機動戦車』『捜索戦車』の3つに分かれている。
- 『支援戦車』

国軍戦車の主体にして特に戦闘威力を大とし歩兵と共闘してその戦闘を有効に支援す

支援戦車は更に中戦車、砲戦車および指揮戦車の三種に別つ

・中戦車…支援戦車の主体にして攻防威力を強大ならしめ歩兵に直接緊密に共闘し歩兵の欲する時期と地点における敵戦力を破砕す

・砲戦車…特に攻撃を強大にし中戦車の為に敵対戦車砲の制圧ならび対戦車戦闘に任ず

・指揮戦車…支援戦車の指揮に便ならしむものとし中戦車に準ず

- 『機動戦車』

特に機動力を大にし支援戦車部隊の為の捜索連絡に任し或いは独力を以って軽快機敏なる戦闘を実施す

機動戦車は軽戦車一種とす

- 『捜索戦車』

特に小型軽快にして威力ならび速力を利用し緊要なる捜索連絡に任す

捜索戦車は軽装甲車一種とす

## 歴史

### 1935年(昭和10年)～1939年(昭和14年)
1935年(昭和10年)、高価な戦車を安価な対戦車砲の攻撃により失いたくないという要望により、歩兵・砲兵関係者が山砲級火砲(短砲身75㎜砲)を搭載したオープントップの自走砲が提案された。これが砲戦車の原型であり、1937年(昭和12年)5月の段階では自走式戦車支援砲と呼ばれていた。
1939年(昭和14年)頃になると、自走式戦車支援砲は搭載火砲はそのままに、一般的な戦車のような密閉式の旋回砲塔を備えた形式に改められ、名称も砲戦車という名称に変化する。（この山砲級火砲を搭載した砲戦車は試製一式砲戦車 ホイとも呼ばれ、紆余曲折を経て二式砲戦車として制式化された。）

### 1940年(昭和15年)～1941年(昭和16年)
1940年(昭和15年)から1941年(昭和16年)にかけ、砲戦車の搭載砲は対戦車戦闘及び移動目標に有効な野砲級火砲に改めるべきだという意見が多く上がり始めるが、当時野砲級火砲を搭載した車輌は試製一式七糎半自走砲　ホニのみだった。ホニは野戦砲兵学校により砲兵の装備として開発研究が進められていた車輌だったにもかかわらず、機甲兵側はホニに砲戦車の適正を見出し、新たな「試製一式砲戦車」として、動的目標射撃試験を行ったとされる。（またホニはホイと比較試験を行っている。）この動的射撃試験に於いて好成績を残し野砲と同じ照準機構でも移動目標に対する射撃は良好であるとした。しかし、砲戦車としての採用は見送られることになり、従来の予定通り機動砲兵の装備としての生産整備が進められた。
陸軍戦車学校が1941年(昭和16年)8月に作成した、「砲戦車及び自走砲の体系第1案」では以下の4車種に分類されていた。
- 砲戦車(対戦車用)
  - 連隊砲戦車･･･戦車連隊用。主要部分は中戦車と同じとし重量17ｔ、長砲身57㎜戦車砲を旋回砲塔式に搭載するもの。
  - 団砲戦車･･･戦車団用。重量は18ｔ。主砲は75㎜砲を搭載し、旋回砲塔式かやむを得ない場合は前方に60度内外の射界をとれる固定砲塔式。

- 自走砲(砲兵)

105㎜加農搭載型と150㎜榴弾砲を搭載した二種類が存在した。主に戦車団での砲兵任務を担当。いずれも固定砲塔式か基筒式であり重量は18t。
これらの案は採用されることはなかった。

### 1942年(昭和17年)以降
1942年(昭和17年)に一式中戦車の後継となる新中戦車(甲)をベースに山砲級火砲を旋回砲塔式に搭載した新砲戦車 ホチが計画されるが、1943年(昭和18年)に破棄され、新たに対戦車戦闘を重視した長砲身105㎜砲を密閉固定戦闘室に搭載した新砲戦車(甲)、ホニを対戦車戦闘の中核を担えるように改造した砲戦車(甲）が計画された。前者は生産中に終戦を迎えたため完成車体はない。後者は戦車学校のホニの砲戦車化案を一部取り入れた車両であり、三式砲戦車として完成、少数が生産された。

## 戦車と砲戦車
砲戦車に求められた最大の特長は備砲の砲弾威力である。当時の日本軍の主力戦車である九五式軽戦車、九七式中戦車の備砲を例に比較すると、37ミリ砲弾：600g程度、47ミリ砲弾：1.5kg程度、57ミリ砲弾：2.5kg程度に対し山野砲で用いられた75ミリ砲弾は概ね6kg～7kg程度と砲弾重量、 つまり一発あたりの破壊力が飛躍的に増大している。 
これは、たとえ時間をかけて目標に多数の砲弾を撃ち込んで破壊し得たとしても、その機動力をもって戦線突破、 後方浸透を身上とする戦車部隊にとってそのようなタイムロスは致命的であり、敵の反撃を容易にし部隊を 危険に晒すことに繋がってしまうため、上記のような「迅速な機動のための迅速な破壊」が砲戦車に求められた任務であった。 
しかし単に砲弾重量が大きければ良いというわけではなく、移動目標に対する射撃や装甲目標に対する貫通力の観点から ある程度の発射速度や砲口初速も求められている場合があった。（例としては、二式砲戦車の前身にあたる試製一〇〇式/一式砲戦車(ホイ車)では、搭載砲に用いられた四一式山砲をベースとした九九式戦車砲(一号砲)は初速不足とみなされ、改良型である二式砲戦車では砲身長を増した九九式戦車砲(二号砲)を搭載している。また、機甲科側よりホイ車は砲戦車として不適であるとし、高初速の九〇式野砲を理想の搭載砲とする意見が多く上がり、本来は野砲兵の自走化として着手されていた一式七糎半自走砲をホイ車に代わる砲戦車としての適性を見出し、正式には野砲兵の兵器にもかかわらず独自に動的目標試験を行い「試製一式砲戦車」 とした。
その他の例としては、昭和18年3月ごろには低初速の十糎戦車砲を搭載した砲戦車も構想されていたが、同年6月ごろには方針転換により削除され、代わりに高初速の105㎜砲を搭載した新砲戦車(甲)が計画されている。）
いずれにせよ、砲戦車は対陣地・対戦車のいずれかに限らず、当時の同一車体を用いた戦車より総合的に優れた火力を求められた装甲戦闘車両と言える。

## 砲戦車と自走砲
本来「砲戦車」とは、中戦車に75㎜山砲を旋回砲塔式に搭載した、戦車部隊に同行する支援戦車を指しており、当然機甲科の管轄下にある兵器であった。しかし、時期と場合によっては他の兵科である砲兵科の管轄下の兵器であった「自走砲」を砲戦車と呼ぶ一例があり、その例が一式砲戦車(ホニI)であった。
ただし、実際にはホニIの公式名称は「試製一式七糎半自走砲」であり、戦車兵側が独断で「一式砲戦車」と呼称していただけである。これはホニIが開発当初に砲戦車として運用する構想があったことに由来する名残であり、戦車兵らが一部の自走砲を砲戦車と非公式に呼称したきっかけでもあった。
実際に戦車連隊に配備された一式七糎半自走砲及び一式十糎自走砲(ホニⅡ）のうち、前者を砲戦車、後者を自走砲と呼び分けた例が戦車第三〇連隊等の文書記録に存在する。
しかし、これらの車両は機甲師団用の機動砲兵として配備が進められていた物で、大戦末期において、ホニⅠ及びホニⅡ、四式十五糎自走砲などの自走砲を対戦車戦闘目的に使うことが決定した際、ホニⅠの運用法が戦車部隊の想定していた砲戦車の運用に近づいていったが、自走砲部隊の人員供給は野戦砲兵学校を中心に行われており、ホニⅠはあくまでも自走砲であり、砲兵の管轄であるというかなり曖昧な立場であった。
また、ホニIは開発段階以外でも砲戦車として採用する計画もあったが判然としておらず、三式砲戦車とは異なりあくまで一式十糎自走砲と同様に砲兵が所掌する装備であった。(具体例として、1944年のフィリピン戦線に参加した戦車第10連隊内の第五中隊は砲戦車中隊であるが、すべて57㎜短砲身砲搭載の九七式中戦車である。また本土決戦に向け、九州地区に配備された機甲部隊内の砲戦車中隊の編成は、すべて三式中戦車とその代用である三式砲戦車からなっていた。)
砲戦車部隊の最小単位は小隊であり、従来の中戦車や軽戦車と同じく、3輌で１個小隊となる。砲戦車小隊が3つと軽戦車1輌で砲戦車中隊とし、戦車連隊に配属された。
自走砲部隊の最小単位は分隊であり、自走砲１門につき、1輌の弾薬運搬車が付属し、これを1個分隊としていた。自走砲6個分隊で自走砲大隊とした。
日本陸軍では多くの軍用車輌はカタカナ二文字の略記号（秘匿名称）でも表すことができ、砲戦車は、「ホ○」という記号で表される。ホは砲戦車（ホウセンシャ）の頭文字を取ったものである。○には開発計画順にイ、ロ、ハ・・・と割り当てられる。計画順なので、未完成の車輌も含む。また自走砲（つまり砲兵科管轄）も「ホ○」で表す。ただしナト、カト、ジロなどの例外もある。
「ホ○」には、諸外国では「自走砲」、「突撃砲」、「駆逐戦車」、「戦車駆逐車」と呼ばれるカテゴリーに相当するものが幅広く含まれる。古い書籍においてはこれらの車両に対してしばしば「砲戦車」という訳語を当てはめたものが見受けられる。
このように一般には「カテゴリーの頭文字＋開発順」の組み合わせで表記される。ただしこのルールに該当しない変則的な略記号もある。
- 参考例：
  - チ○・・・中戦車の記号。チはチュウセンシャの頭文字。以下同様。
  - ケ○・・・軽戦車の記号。
  - ホ○・・・砲戦車の記号。
  - カ○・・・水陸両用戦車の記号。

日本陸軍の砲戦車、自走砲には、ホイ、ホロ、ホニ、ホト、ホチ、ホリ、ホル、ナト、カト、ジロなどがある。
- ホイ・・・二式砲戦車
- ホロ・・・四式十五糎自走砲
- ホニ・・・ホニI、ホニII、ホニIIIがある。
  - ホニI・・・一式七糎半自走砲(一式砲戦車）
  - ホニII・・・一式十糎自走砲
  - ホニIII・・・三式砲戦車
- ホト・・・試製四式十二糎自走砲
- ホチ・・・試製五式十五糎自走砲/新砲戦車(乙)
- ホリ・・・試製五式砲戦車・・・ホリIとホリIIがある。
- ホル・・・試製五式四十七粍自走砲
- ナト・・・試製七糎半対戦車自走砲
- カト・・・試製十糎対戦車自走砲
- ジロ・・・ジロ車(自走式十加)

## 配備
陸軍戦車研究委員会により一般的に三個小隊で編制される戦車中隊に新たに第四の小隊として、あるいは四個中隊編制される戦車連隊に第五の中隊として配備されることが構想されたが、後者が採られた。一方で本土決戦が叫ばれる中、より対戦車戦闘力の高い三式砲戦車は「砲戦車」の名を冠しながら10個独立自走砲大隊に配備されることも予定され野戦砲兵学校で教育が行われた。
また、本土の装備優良な戦車連隊では中戦車2個中隊には47mm砲搭載の戦車が充てられ、砲戦車中隊には三式中戦車が2個中隊配備されており、さらにそれらとは別に一式七糎半自走砲または一式十糎自走砲1個中隊が組み込まれている。このように戦車・砲戦車・自走砲といった車両の制式名と部隊名称が一致しない例も見られたが、終戦までに生産された砲戦車は少なく、57ミリ砲搭載型の九七式中戦車を充てられることもあった。
一例としては、司馬遼太郎こと福田定一(終戦時少尉)が乗車した九七式中戦車も、戦車第一連隊第五中隊に配備されるはずの砲戦車の代用である。